# العتبة الكاظمية
العتبة الكاظمية هي ضريح الإمام موسى الكاظم وحفيده الإمام محمد الجواد، بنيت فوق قبرهما في منطقة الكاظمية في بغداد. ويقابل المرقد من الجهة الأخرى من نهر دجلة مرقد الإمام أبو حنيفة النعمان (جامع الإمام الأعظم) ويربط بينهما جسر الأئمة.

## التاريخ
كان هذا الموقع في العصر العباسي مقبرة الشونيزية وتسمى (مقبرة قريش) وقد دفن فيها الكثير من الرموز الدينية والعلمية لكن في بداية القرن التاسع عشر تم هدم القبور وبناء مسجد وضريحين بداخل قبتين وتم توسيع البناء أكثر من مرة خلال القرن العشرين.

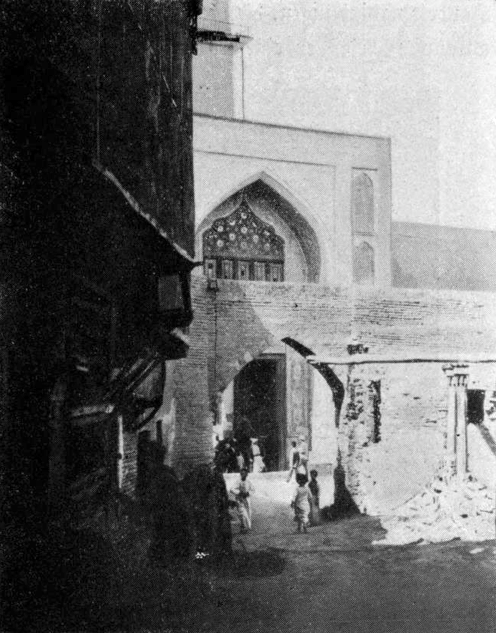
مشهد لباب الحضرة الكاظمية في عام 1918

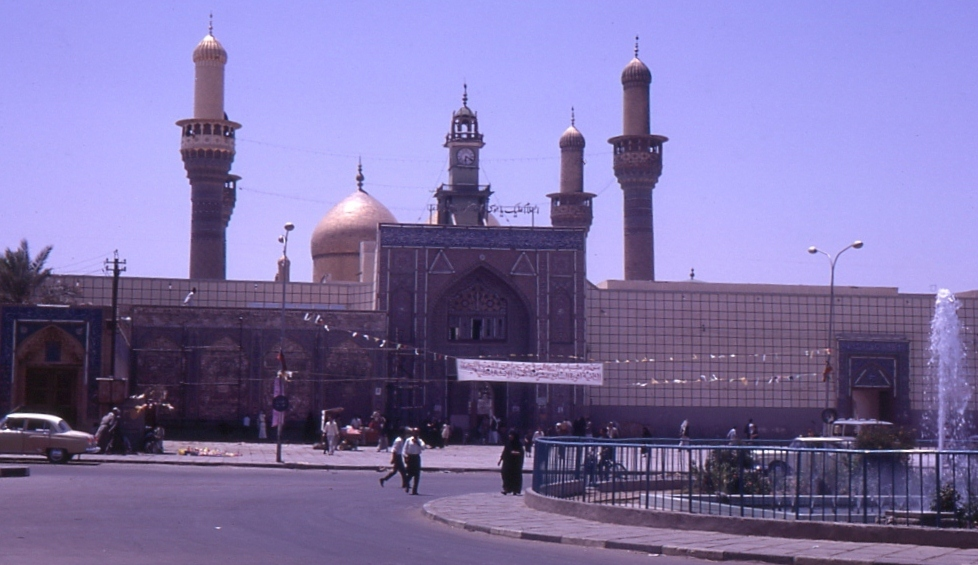
واجهة الحضرة الكاظمية في عام 1970

توفي الإمام موسى عام 183 هـ ودفن في المنطقة التي تسمى الآن الكاظمية وكانت حينها خارج بغداد وتسمى مقابر قريش، وقد دفن فيها قبله جعفر بن أبي جعفر المنصور مؤسس بغداد عام 150هـ، الموافق 767م. وفي عام 220 هـ الموافق 834م توفي حفيده الإمام محمد الجواد في سامراء ونقل إلى بغداد ليدفن بجوار جده.
أول من بنى المرقد هو معز الدولة البويهي عام 336 هـ، ثم في عام 367 هـ قام عضد الدولة ببناء بيوت في المنطقة المحيطة بالمرقد الشريف لزيادة الوافدين والمهاجرين لمجاورة الحضرة. استمر بناء وتوسعة المرقد عدة مرات إلا أنه تعرض لحريقين عام 443 هـ وعام 622 هـ فلم يبق من آثارهم شيء. بعد الحريق الثاني أمر الخليفة العباسي الظاهر بأمر الله ثم من بعده إبنه المستنصر بالله بإعادة بناء المرقد وأمر الأخير بصنع صندوق ووضعه فوق القبر عام 624 هـ.
قال الشيخ جعفر النقدي في كتابه (تاريخ الإمامين) ما نصه:
(الصندوق الساج المنتصري باقي إلى يومنا هذا في المتحف العراقي لأن الشاه الصفوي بعد أن جاء بصندوقي الخاتم المرصعين بالعاج ونصبهما على قبر الإمامين أرسل هذا الصندوق إلى المدائن ونصب على قبر سلمان الفارسي صاحب رسول الله وعند تأسيس دار الآثار العراقية نقل من المدائن إليها وعلى هذا الصندوق كتابات لطيفة وفيه من أحسن الفن ودقائقه ما لا يوصف في تزينه وفي كتابته اسم المستنصر بالله وتاريخه 624 هـ).
في عام 769هـ ظهرت الصدوع في الحضرة بسبب تتابع الفيضانات فقام السلطان أويس الجلائري ببناء قبتين ومئذنتين وأمر بوضع صندوقين من الرخام على القبرين وزيِّنت الحضرة بالطابوق القيشاني ونقشت فيه الآيات القرآنية كما عمَّر الرواق ورباطاً كان في الصحن.
بعد احتلال إسماعيل الصفوي بغداد عام 914 هـ (1509م زار الحضرة عام 929 هـ فأمر بقلع عمارة الحضرة من الأساس وإعادة بناءها بعد توسيع الروضة وتبليط القاعات بالرخام ووضع صندوقين خشبيين فوق القبرين كما أمر أن تكون المآذن أربع بدلا من اثنتان وبنى مسجدا كان يسمى المسجد الصفوي ثم أصبح الآن يسمى محليا بمسجد الجوادين وأمر بنقل رباط الحيوانات إلى خارج الجدار وعلق فيه القناديل والثريات.
بعد دخول سليمان القانوني بغداد عام 941 هـ زار الحضرة وجد أن العمران فيها قد بدأ إلا أنه لم يتم فأمر بتكميله وبناء المنبر الموجود اليوم في مسجد الجوادين وإكمال بناء إحدى المآذن. وفي عام 1207 هـ أمر السلطان محمد بإكمال ما بدأه الصفويون فأضاف ثلاث مآذن أخرى على طراز الأولى التي كان قد بناها السلطان سليمان. من تلك الأعمال أيضاً تأسيس صحن واسع يحف بالحرم من جهاته الثلاث: الشرقية والجنوبية والغربية، ويتصل الجامع الكبير بالحرم من جهته الشمالية، وتم تخطيط الصحن بمساحته الموجودة اليوم.
الأعمال الأُخرى تشمل: نقش باطن القبتين وسقف الروضتين بماء الذهب والمينا وقِطَع الزجاج الملون، تزيين جدران الروضة كلها من حد الطابوق القاشاني إلى أعلى الجدار المتصل بالسقف بقطع الزجاج الجميل المثبت على الخشب، تذهيب القبتين والمآذن الصغار الأربع، وذلك أنه لمّا جدد تذهيب قبة الإمام الحسين بكربلاء وبقي الذهب القديم فائضاً عن الحاجة، فنُقل إلى الكاظمية، حيث أُعيد صقله وطليه على الطابوق المُعَدّ لهذا الغرض، وأُضيف إليه ما لزمت إضافته، وتم هذا التذهيب في سنة 1229 هـ.
في سنة 1282 هـ غُشّي الإيوان الشرقيّ بالذهب ممّا فَضَل من قبّة الإمامين العسكريّين. في سنة 1293 هـ وسع الصحن ونصبت ساعتينِ كبيرتين.

## عمارة المسجد

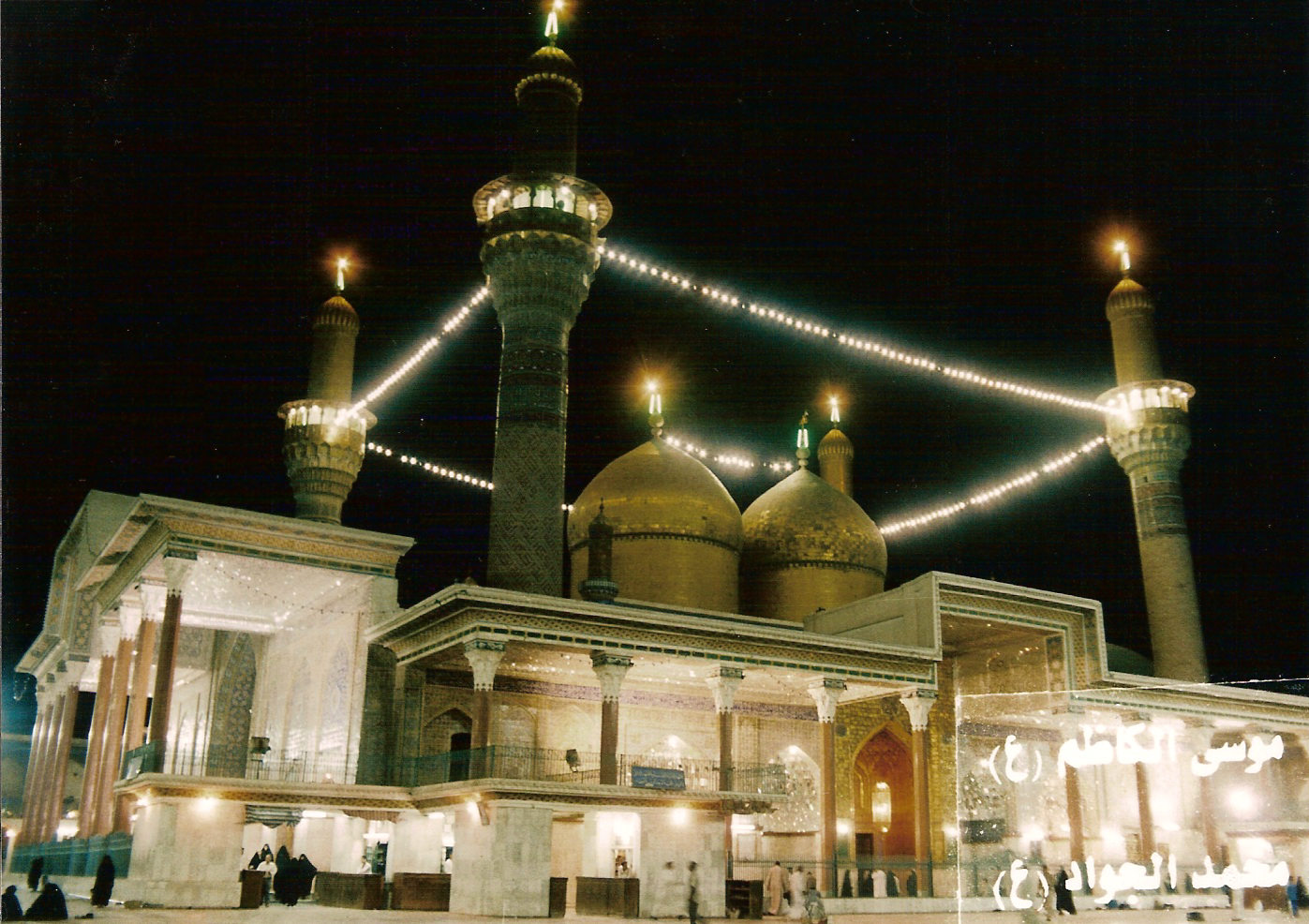
مرقد الإمام موسى الكاظم في يوم مولده

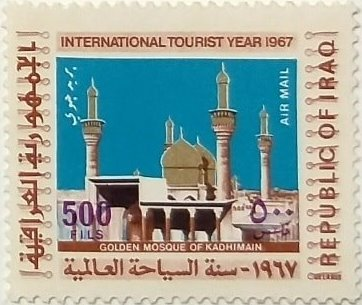
صورة مرقد الإمام موسى الكاظم على طابع بريد

للمسجد قبتان متساويتا الأبعاد وأربع مآذن كبيرة. ارتفاع السقف يبلغ 25م تعلوه القبتان المزينتان بالزخارف الإسلامية والآيات القرآنية من الداخل، من الخارج غلفت القبتان بتسعة آلاف طابوقة من الذهب الخالص وحولها المآذن الأربع المغلفة بالذهب أيضا والتي ترتفع إلى 35م فوق السقف، وحول القبب أيضا أربع منارات صغيرة بارتفاع 4.5م.
خلال القرن الماضي بني سياج حديدي مشبك خارج الحضرة ويحيط بها فيه بوابتان حديديتان وذلك لتنظيم حركة الزوار، بعد الاحتلال الأمريكي للعراق أصبحت هذه البوابتان الحديديتان تستخدمان للسيطرة وإجراء عمليات التفتيش على النساء والرجال، فرضت هذه الإجراءات نظرا للظروف الأمنية السيئة في العراق.

### الصحن والأروقة

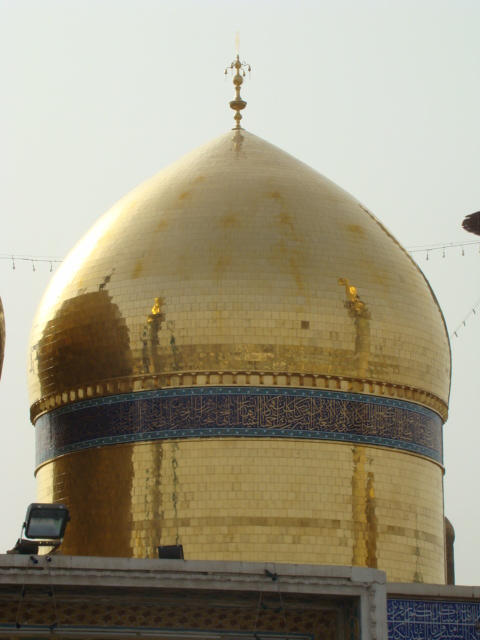
القبة الذهبية فوق الضريح

يتكون الصحن من أربعة أقسام: صحن قريش هو القسم الغربي منه، صحن باب القبلة في القسم الجنوبي، صحن باب المراد في القسم الشرقي وجامع الجوادين في القسم الشمالي. للصحن عشرة أبواب لها تسميات محلية للدلالة عليها، منها ثلاث رئيسية كبيرة للدخول وهي باب المراد، باب القبلة وباب صاحب الزمان، أما السبعة الأخرى فهي صغيرة الحجم بشمل باب قاضي الحاجات، باب الفرهادية، باب الجواهرية، باب قريش، باب الرجاء، باب المغفرة وباب الرحمة.
للصحن ثلاث أروقة حوله سقوفها مزينه بالآيات الكريمة وتتدلى منها الثريات، تستخدم الأروقة للصلاة حين تضيق قاعة الصلاة في الداخل عن استيعاب المصلين.

### الجدار والغرف
يحيط بالصحن جدار سميك وضخم بارتفاع 10م مزين من الخارج الطابوق الفرشي المنقوش بالآيات القرآنية وبعض النقوش الإسلامية. خلف الجدار طابقين من الغرف والأواوين مجموعها 62 غرفة منها 14 في الطابق العلوي وتستخدم لتدريس طلبة العلم، معظمهم من المذهب الشيعي، الغرف في الطابق السفلي بعضها للتدريس أيضا وبعضها دفن فيها بعض كبار العلماء ورجال الدين. الغرف مبلطة بالرخام وجدرانها مزينة بالطابوق القاشاني. على هذا الجدار بين باب القبلة وباب المراد ساعة يبلغ ارتفاعها 20م ذات زخارف إسلامية ونقش عليها أيضا آيات قرآنية نصبت عام 1301 هـ عند بناء آخر توسعة للحضرة، ما زال الجدار والغرف والساعة كما كانت عام 1301 هـ عدا عمليات الصيانة العادية.

### القاعات

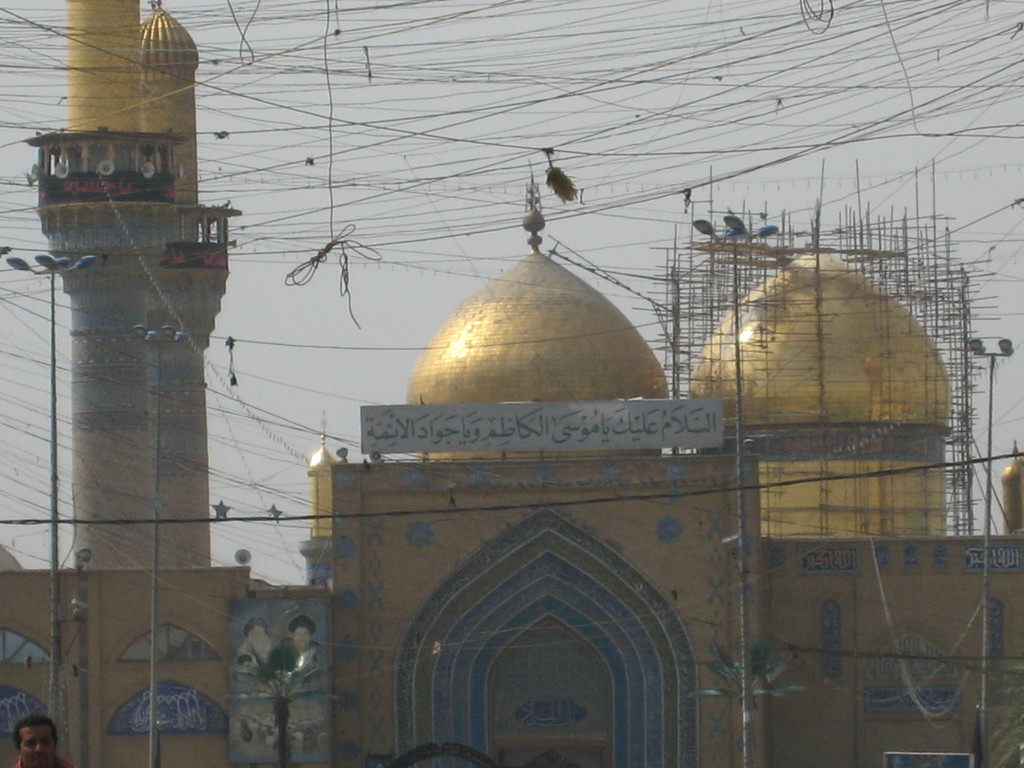
لقطة من الخارج للحضرة الكاظمية

للمسجد أربع قاعات في الداخل تحيط بالروضة الشريفة من جوانبه الأربع:
- القاعة الشمالية: تقع خلف قبر الإمام محمد الجواد وتتصل بالروضة عن طريق باب فضية. هناك أيضا شباك كبير يطل على الجانب الصفوي من الخلف، جدرانها وأرضيتها من الرخام ومسقوفة بالزجاج الأبيض بأشكال هندسية. في هذه القاعة عدة مكتبات للقرآن وكتب الأدعية والزيارة ويستخدم للصلاة ولأداء مراسيم الزيارة للرجال.
- القاعة الشرقية: من جهة رجلي الإمامين وموصول بالروضة بواسطة بابين، ذهبية أمام الإمام موسى وفضية أمام الإمام محمد، للقاعة ثلاثة أبواب تطل على الرواق الخارجي، واحدة ذهبية واثنتان فضيتان.
- القاعة الجنوبية: تتصل بالروضة عن طريق باب ذهبي من جهة الإمام موسى، لها ثلاثة أبواب تطل على الرواق الخارجي وقد دفن فيها بعض العلماء الكبار.
- القاعة الغربية: تقع من جهة رأسي الإمامين وتتصل بالروضة بواسطة بابين فضيين، للقاعة باب واحد إلى الخارج يطل على الرواق الخارجي. في هذه القاعة قبر العالم والفيلسوف نصير الدين الطوسي يعلوه شباك كبير.

### الروضة الشريفة
تنقسم الروضة إلى قسمين، جنوبية وبها قبر الإمام موسى الكاظم، وشمالية وبها قبر الإمام محمد الجواد، ويصل بينهما ممران ضيقان. ويقع الضريحين وسط القسمين وفوق كل منهما قبة، وقد قطع جانب من كل ضريح بحاجز حديدي ليفصل بين الرجال والنساء أثناء الزيارة. وقد وضع على القبرين صندوقان من الخشب مغلفان بالزجاج السميك حماية لهما من الغبار، ومنقوش عليهما نقوش إسلامية جميلة. ويحيط بالقبر شُبَّاك فضي مطعم بالمينا تعلوه سورتي الدهر والفجر نقشت على المينا الأزرق، وكتبت بالذهب الخالص.
جدران الروضة وأرضيتها من الرخام وعلى الجدران نقشت آيات قرآنية ونقوش زجاجية إسلامية تصل إلى باطن القبتين. تتدلى من السقف عدد من الثريات النفيسة وعلى الجدران ساعات جدارية كبيرة.

### الصندوق
في مقال طويل للسيد ناصر النقشبندي مدير المسكوكات في المتحف العراقي بعنوان «الآثار الخشب في دار الآثار العربية» طبع في مجلة سومر الجزء الأول المجلد الخامس عام 1949م، وصف هذا الصندوق:
صندوق ضريح الإمام موسى بن جعفر الذي أمر بصنعه الخليفة المنتصر بالله العباسي ولقد وجدت مديرية الآثار القديمة العامة هذا الصندوق على ضريح سلمان الفارسي في جامعة من ناحية سلمان باك التابعة للواء بغداد فنقلته من موضعه إلى دار الآثار العربية وعرضته فيما بعد، بعد أن رممته وأصلحت شأنه وتبين من الكتابات التي تزينه أنه صنع في عام 624، ووضعه على الضريح المخصص لموسى بن جعفر في الكاظمية بأمر الخليفة المستنصر بالله العباسي ولم يتسنى لنا تعيين تاريخ نقله من موضعه الأول إلى ضريح سلمان الفارسي، ولكن التاريخ يذكر أن السلطان بويه الجلائري أمر بصنع صندوقين من الرخام لضريحي الإمامين موسى الكاظم ومحمد الجواد في عام 769 هـ، وكذلك أمر الشاه إسماعيل الصفوي بصنع صندوقين من الخشب لهذين الضريحين في عام 926 هـ وهما الموجودان هناك الآن وفيهما تاريخ عملهما ولعل النقل تم في غضون هذه المدة.
إن هذا الصندوق مصنوع من خشب التوت سمك الواجهة خمسة ونصف سم، وهو مستطيل الشكل منبسط السطح يبلغ طوله 255 سم أما عرضه فيبلغ 183 سم وعلوه 65 سم يزين حافات غطائه كتابة نثرية غير متداخلة نقشت داخل شبكة في زخارف نباتية متناظرة ومتشابكة وزين هذا الصندوق بزخارف نباتية أيضاً، وهو يبرز بمقدار 3 سم عن مستوى وجهه الجنوبي، وفي الجنوب كتابات نثرية مشجرة متداخلة ومتناظرة كثيرة الحروف وفي غاية الجمال والإتقان، وقد حفرت داخل الشبكة زخارف شجرية تعرف الآن باسم سلمي وهي أرفع سطحاً من مستوى الكتابة، ويبلغ عرض السطر الواحد 43 سم أما طوله في الجنبين الصغيرين 2/91 سم وفي الجنبين الكبيرين 189 سم وكل سطر بداخل إطار مستطيل الشكل منقوش في أصل الخشب ومزخرف زخرفة نباتية عرضها 12 ملم، أما نص الكتابة النثرية التي حول الغطاء فتبتدئ من عند الرأس:
أ - بسم الله الرحمن الرحيم (إِنَّمَا يُرِيدُ اللَّهُ لِيُذْهِبَ عَنْكُمُ الرِّجْسَ أَهْلَ الْبَيْتِ وَيُطَهِّرَكُمْ تَطْهِيراً) هذا ما تقرب إلى الله بعمله، خليفته في أرضه ونائبه في خلقه ومولانا إمام المسلمين المفروض الطاعة على الخلق أجمعين المستنصر بالله أمير المؤمنين ثبت الله دعوته سنة 624 هـ.
ب - الكتابة الكوفية في الجنوب: بسم الله الرحمن الرحيم، هذا ضريح الإمام أبي الحسن موسى بن جعفر بن محمد بن علي إلى أن ينتهي إلى الإمام علي بن أبي طالب، انتهى.

## معرض صور

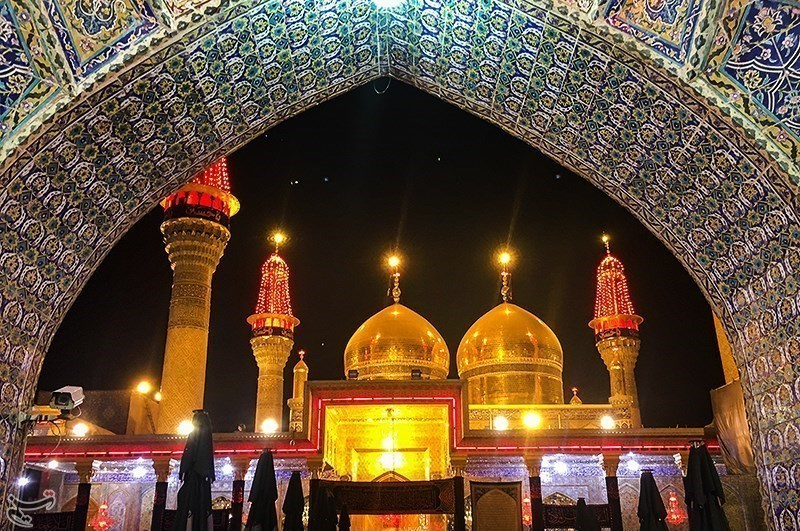
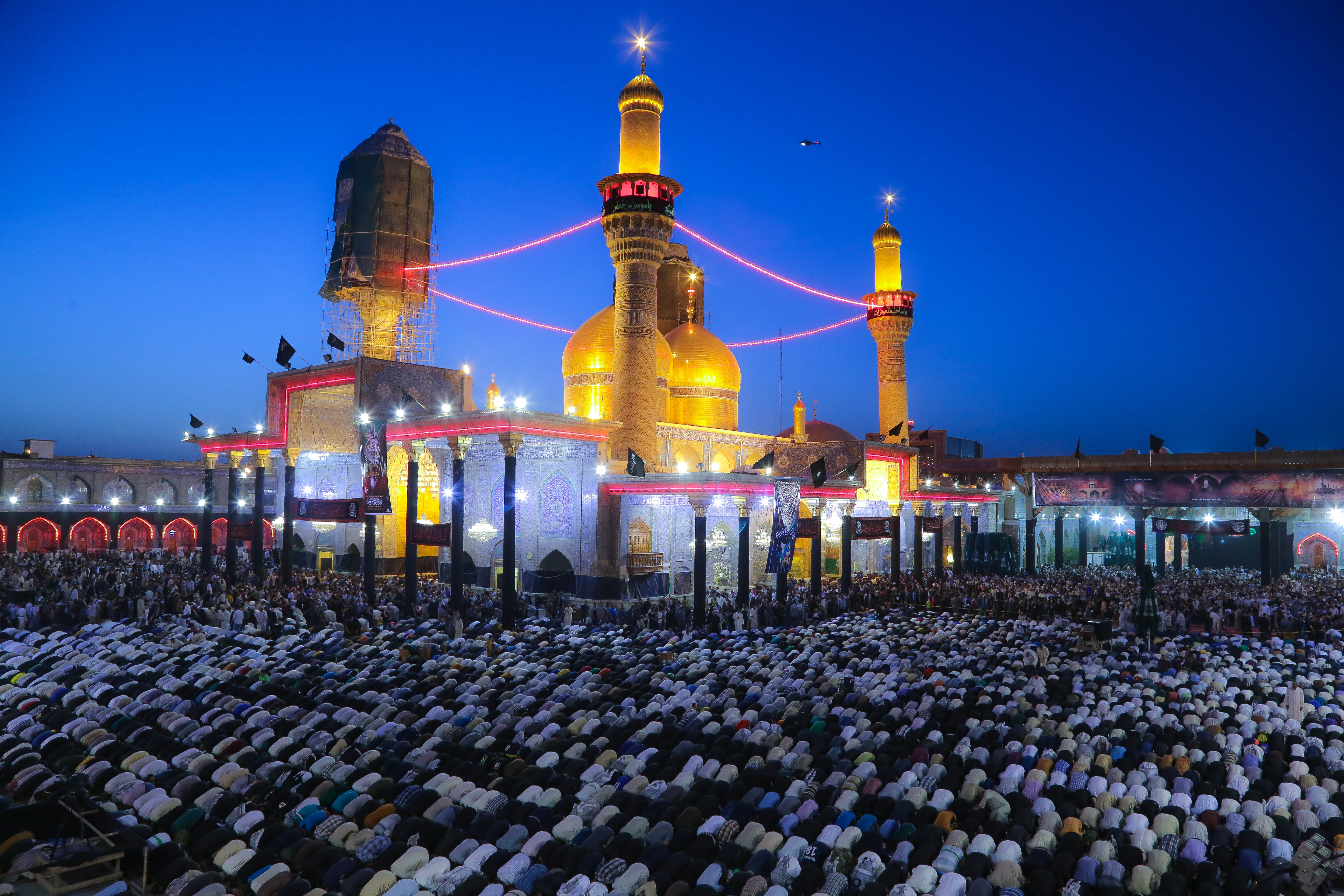
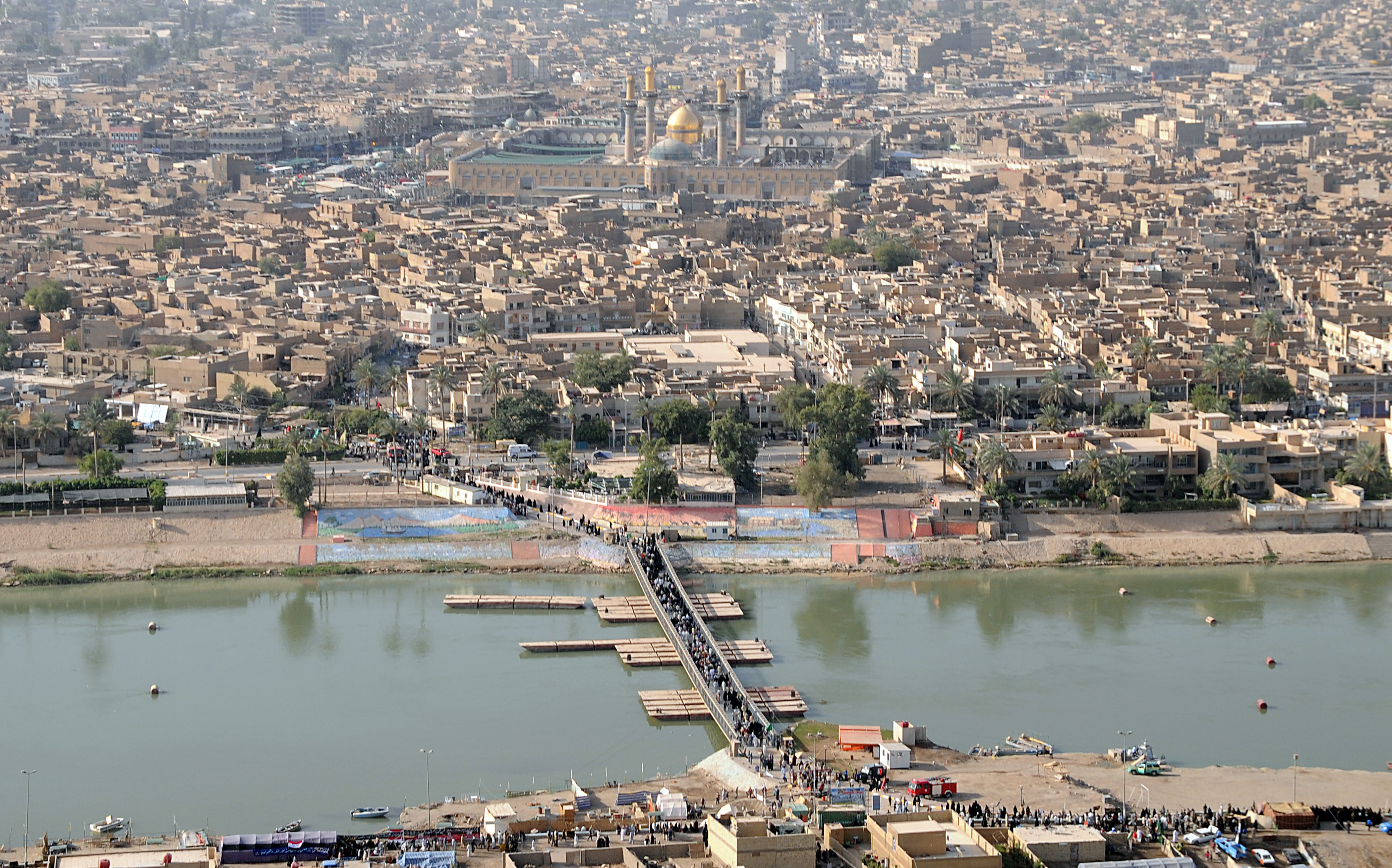
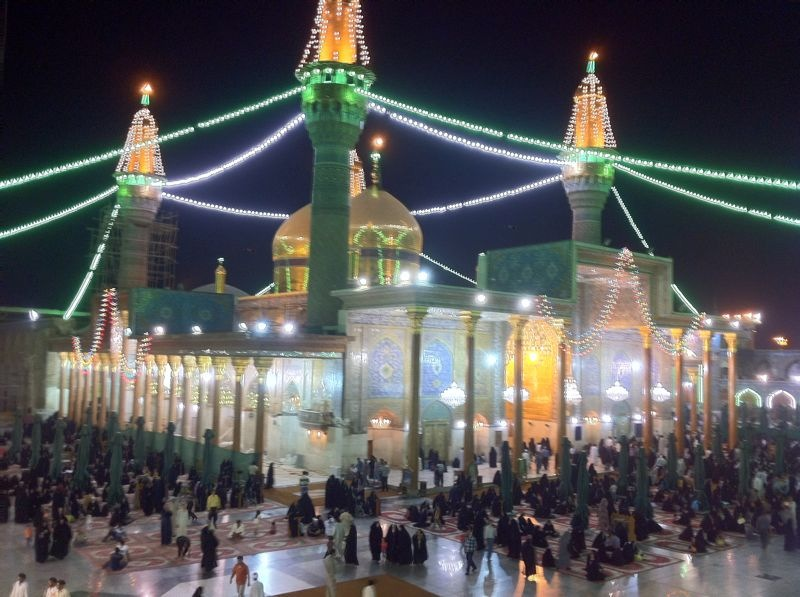
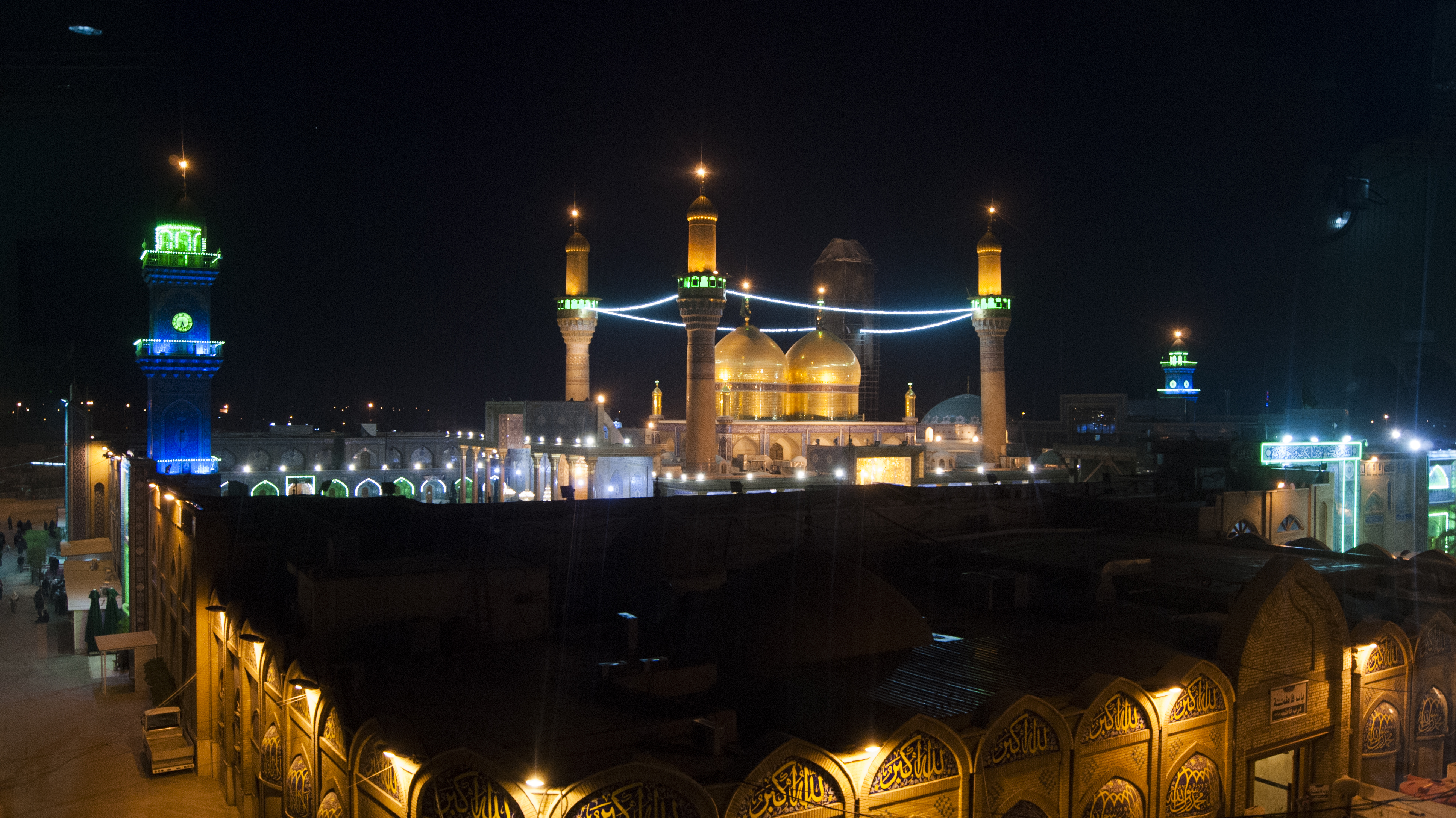
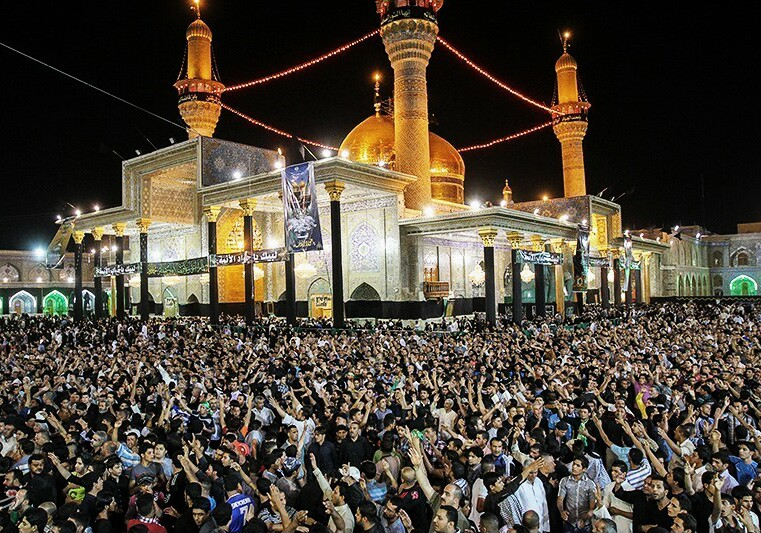
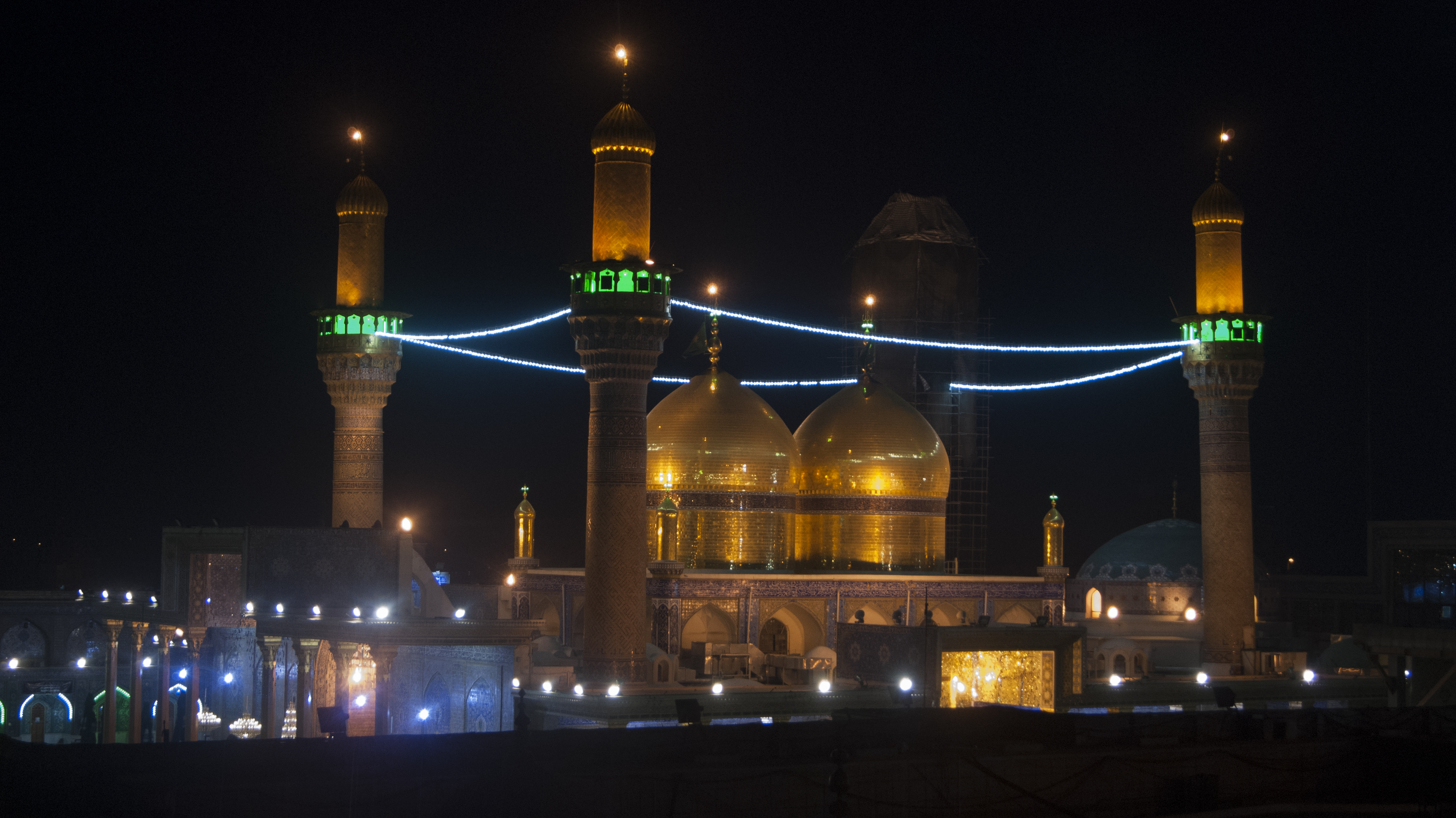
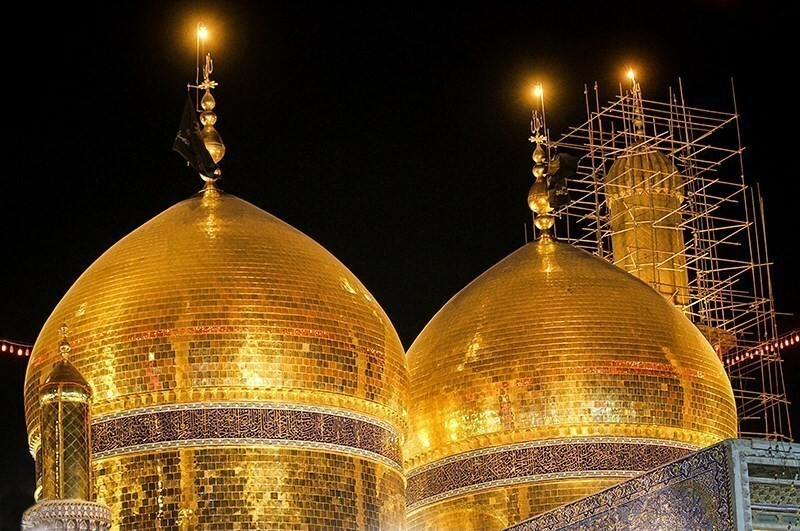
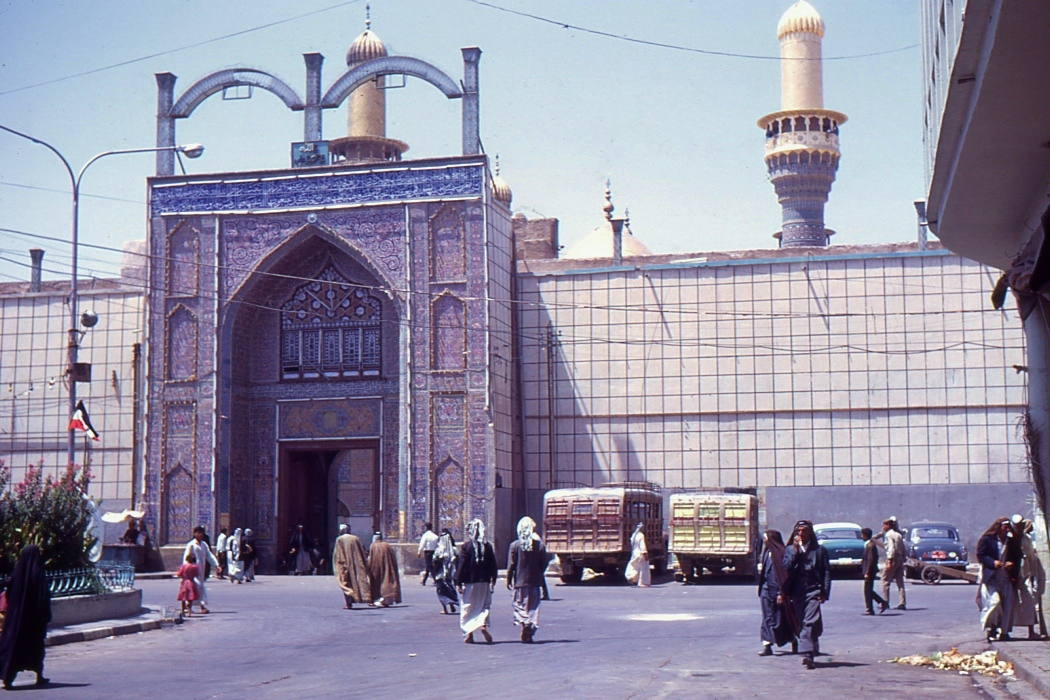
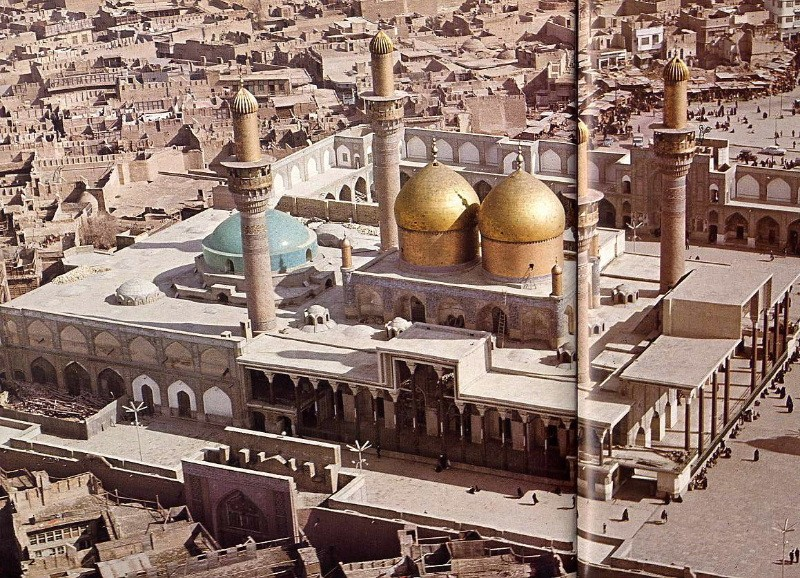